# Dešenice
Dešenice – miasteczko i gmina w Czechach, w powiecie Klatovy, w kraju pilzneńskim. Według danych z dnia 1 stycznia 2013 liczyła 669 mieszkańców.
W miejscowości jest przystanek kolejowy Dešenice.